# Papas antiguas de Canarias
Le Papas antiguas de Canarias (in italiano, patate antiche delle Canarie) sono dei tubercoli di patate provenienti dalle varietà dette vecchie coltivate nelle Isole Canarie, in Spagna.

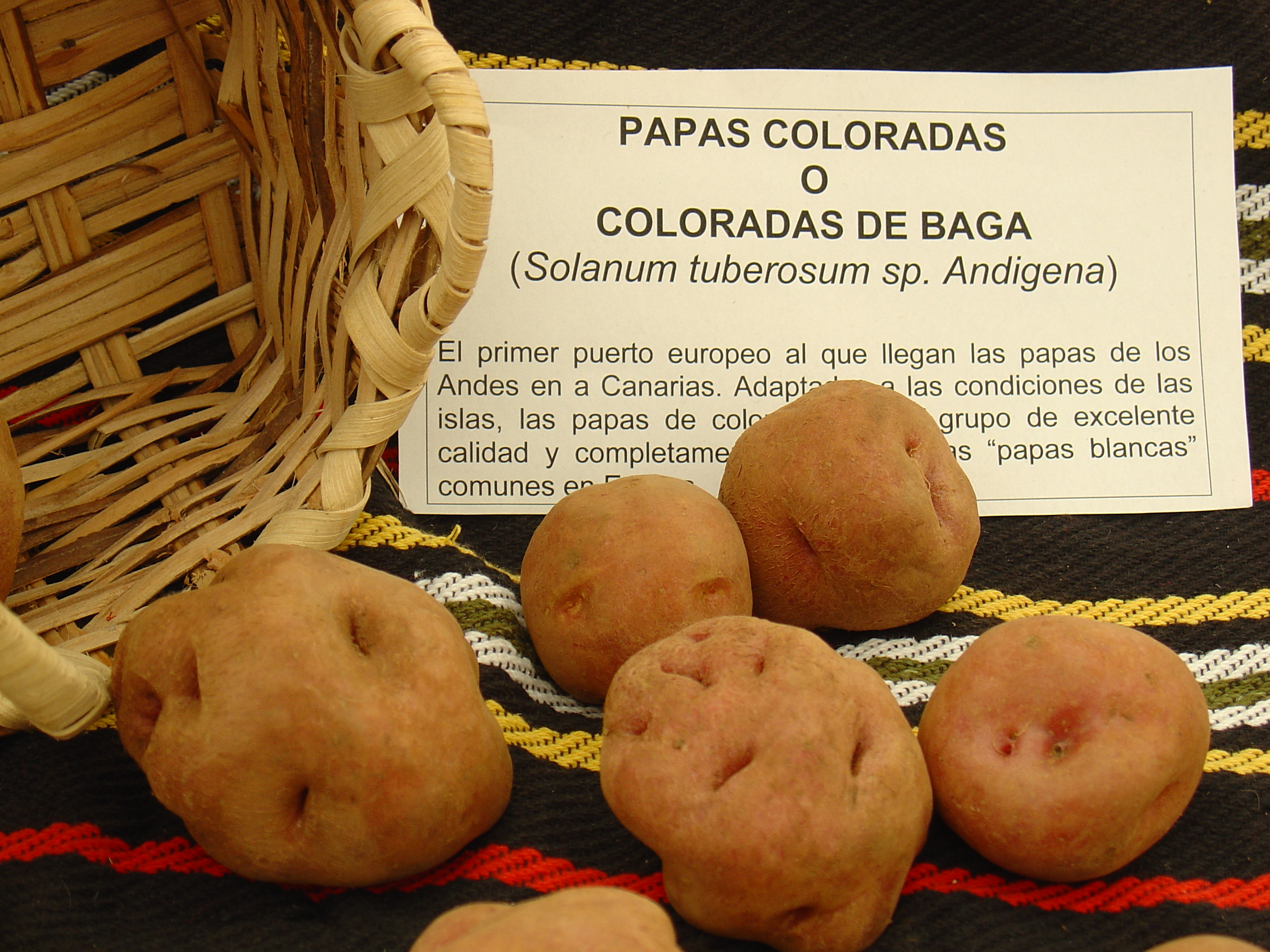
Tubercoli della varietà Colorada de Baga.

Queste varietà nate dalle prime importazioni dal Perù al XVI secolo, appartengono principalmente alla sottospecie Solanum tuberosum susp. andigena e sono molto diversi morfologicamente dalle patate comunemente coltivate in Europa. Esse sono note localmente sotto il nome di papas de color o papas Coloradas, a differenza ai papas blancas che sono le patate moderne.
Nell'ottobre 2012, a livello europeo, la denominazione Papas Antiguas de Canarias è stata riconosciuta come denominazione di origine protetta (DOP)..

## Area geografica
La zona geografica della denominazione comprende tutti i terreni adatti alla coltivazione di patate situati nelle Isole Canarie. Questa zona è caratterizzata dalla sua latitudine tra i 27° 37' e 29° 25' di latitudine nord, sua altitudine inferiore a 1200 metri ed i suoi terreni vulcanici poveri di sostanze organiche e ricchi di minerali basaltici.

## Varietà
Le varietà autorizzate nella denominazione Papas antiguas de Canarias sono delle varietà introdotte nell'arcipelago dal XVI fino al XIX secolo. Queste varietà, 28 in totale, sono i seguenti: Negrita El Hierro, Buena Moza o Palmera Blanca, Colorada, Corralera Tijarafera, Corralera Colorada, legittimazione Colorada, Corralera, La Palma Negra, Negra Veteada o Rayada Jorge Haragana, Ojo Azul, Blanca, Monigo Camello, De la Tierra Negra Azucena, Azucena Blanca, Negra Bonita, Bonita Blanca Bonita Colorada, Llagada Bonita, Bonita Ojo de Perdiz, Borralla, Colorada Baga, Negra Yema de Huevo, Peluca Blanca, Peluca Negra Peluca Roja e Terrenta.